# Musik, dans & party 3
Musik, dans & party 3 är ett studioalbum från 1987 av det svenska dansbandet Sten & Stanley.

## Låtlista
1. En vanlig dag (Wolverton Mountain) (M. Kilgore - M. Forsberg)
2. Vindens melodi (G. Lindberg - G. Lengstrand)
3. Den gamla goda tiden (U. Nordqvist - M. Forsberg)
4. Glad som en speleman (Lill-Magnus - M. Forsberg)
5. Vet att jag blev född att älska dej (Nothing's Gonna Change My Love for You) (M. Masser - G. Goffin - I. Forsman)
6. Änglar visst finns dom (Angelo Mio) (C. Bruhn - F. Thorsten - M. Forsberg)
7. It's Been a Long Time (J. Styne - S. Cahn)
8. I mitt fönster (U. Nordqvist - M. Forsberg)
9. Linnea (E. Taube)
10. The Great Pretender (B. Ram - K. Almgren)
11. Sköna söndag (T. Skogman)
12. Röd var din mun (Rot war dein Mund) (R. Dokin - A. Svensson - E. Nilsson)
13. Cocco Bello (Cocco Bello Africa) (D. Farina - C. Minellono - O. Avogadro - L. Valter)
14. När jag behöver dej mest (Just When I Needed You Most) (R. vanWarmer - I. Forsman)

### Fotnoter
1. ↑  Information at Sten & Stanley's website Arkiverad 29 september 2014 hämtat från the Wayback Machine.